# Шелбі Гуліган
Шелбі Гуліган (англ. Shelby Houlihan, нар. 8 лютого 1993) — американська легкоатлетка, яка спеціалізується в бігу на середні та довгі дистанції. Учасниця Олімпійських ігор (2016). Континентальна та світова рекордсменка. Багаторазова чемпіонка США.

## Спортивна кар'єра
За підсумками сезону-2018 здобула звання «Легкоатлетки року в США».
5 жовтня 2019 посіла 4 місце у фінальному забігу на 1500 метрів на чемпіонаті світу в Досі. Час, який вона показала — 3.54,99 — став новим континентальним рекордом.
27 лютого 2020 була другою на змаганнях у приміщенні «Boston University Last Chance Invitational» у Бостоні у бігу на 3000 метрів з результатом (8.26,66), який дозволив їй піднятись у жіночому рейтингу всіх часів на цій дистанції в приміщенні на 7 місце.
10 липня 2020 на локальних змаганнях у Портленді перемогла у бігу на 5000 метрів з часом 14.23,92, який став новим континентальним рекордом.
31 липня 2020 на змаганнях «Bowerman TC Intrasquad Meet IV» у Портленді у складі естафетного квартету «Bowerman Track Club» разом із співвітчизницями Еліз Кренні, Коллін Квіглі та Каріссою Швайцер стала співавторкою нового світового рекорду в естафетному бігу 4×1500 метрів (16.27,02), перевершивши попереднє досягнення кенійського квартету (16.33,58), встановлене у 2014.

## Основні міжнародні виступи
| Рік  | Змагання                     | Місто          | Місце | Дисципліна | Примітки |
| ---- | ---------------------------- | -------------- | ----- | ---------- | -------- |
| 2016 | Олімпійські ігри             | Ріо-де-Жанейро | 11    | 5000 м     |          |
| 2017 | Чемпіонат світу              | Лондон         | 13    | 5000 м     |          |
| 2018 | Чемпіонат світу в приміщенні | Бірмінгем      | 4     | 1500 м     |          |
| 2018 | 5                            | 3000 м         |       |            |          |
| 2018 | Континентальний кубок        | Острава        | 2     | 1500 м     |          |
| 2019 | Чемпіонат світу              | Доха           | 4     | 1500 м     |          |